# Oregon State Beavers

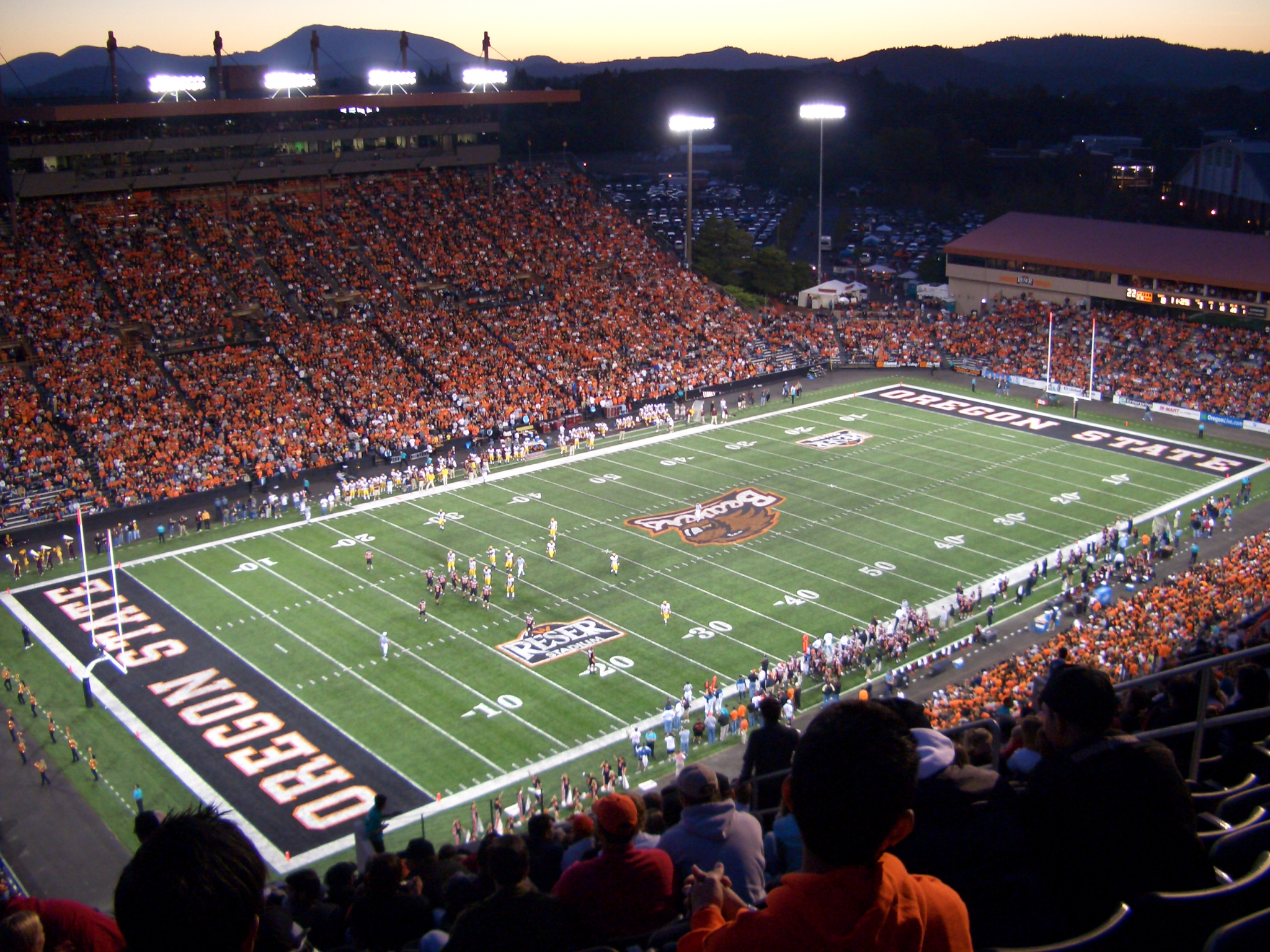
match på Reser Stadium

Oregon State Beavers är en idrottsförening tillhörande Oregon State University och har som uppgift att ansvara för universitetets idrottsutövning.
Lagen tävlar på nationell elitnivå i baseboll, amerikansk fotboll, fotboll och basket. Lagets baskettränare är Craig Robinson, president Barack Obamas svåger som är bosatt i Corvallis. Lagets symbol är ett bäverhuvud och lagfärgerna är svart och orange. 
Spelar återkommande matchen Civil War Game i amerikansk fotboll mot Oregon Ducks.

## Idrottsutövare
| Amerikansk fotboll - Chad Johnson Baseboll - Michael Conforto Basket - Drew Eubanks - A.C. Green - Kylor Kelley - Tanja Kostić - Carol Menken-Schaudt - Anette Möllerström - Gary Payton II | Fotboll - Jill Bakken - Lucas Egenwall Friidrott - Joni Huntley Simhopp - David Fall - Louis Kuehn - Clarence Pinkston Skidsport - Jean Saubert |